# Buonaccorso da Montemagno il Vecchio
Buonaccorso da Montemagno (detto il Vecchio) (Pistoia, 1313 – 1390) è stato un poeta italiano.
Apparteneva ad una importante famiglia di Pistoia, che aveva anche di alcuni diritti in Firenze. Si ritiene che fosse un giurista di professione. Come i suoi fratelli, ricoprì diversi incarichi pubblici in città, tra i quali quello di membro del Consiglio degli Anziani e gonfaloniere di Pistoia nel 1364, dopo essere stato podestà del Montale nel 1348 e di Serravalle nel 1352. Fu anche fatto cavaliere il 4 dicembre 1381.
Scrisse delle poesie, che furono tuttavia spesso confuse con quelle del nipote Buonaccorso da Montemagno il Giovane, più noto e più prolifico. Il più diffuso è Erano i mie' pensier ristretti al core, che riprende temi petrarchiani e stilnovisti di Guido Guinizzelli. Si ritiene che le sue composizioni furono occasionali e composte nella prima metà del secolo.